# 레일라 하이암스

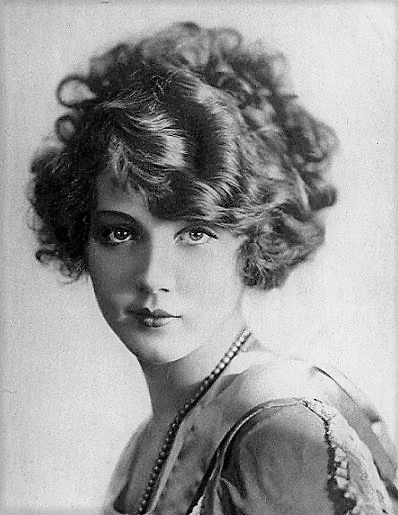

라일라 하임스(Leila Hyams, 영어 발음: /ˈlajlə haɪmz/ 1905년 5월 1일 ~ 1977년 12월 4일)는 미국의 배우, 영화배우이다. 뉴욕에서 태어났으며 벨에어에서 사망하였다. 사인은 질병이다.

## 영화
- 빅 브로드캐스트 (1932년)
- 빨간 머리 여자 (1932년)
- 프릭스 (1932년)
- 닥터 모로의 DNA (1932년)
- 신사의 운명 (1931년)
- 파트 타임 와이프 (1930년)
- 빅 하우스 (1930년)
- 홧김에 한 결혼 (1929년)
- 원더 오브 위민 (1929년)
- 어 걸 인 에브리 포트 (1928년)